# 米罗斯瓦夫·热普科夫斯基
米罗斯瓦夫·热普科夫斯基（波蘭語：Mirosław Rzepkowski，1959年6月19日—），波兰男子射击运动员。他曾代表波兰参加1996年夏季奥林匹克运动会射击比赛，获得男子双向飞碟银牌。